# Combiné nordique aux Jeux olympiques de 2002
Pour des articles plus généraux, voir Combiné nordique aux Jeux olympiques, Jeux olympiques d'hiver de 2002 et Combiné nordique en 2002.
Navigation
Nagano 1998 Turin 2006
Les épreuves de combiné nordique aux Jeux olympiques de 2002.

## Podiums

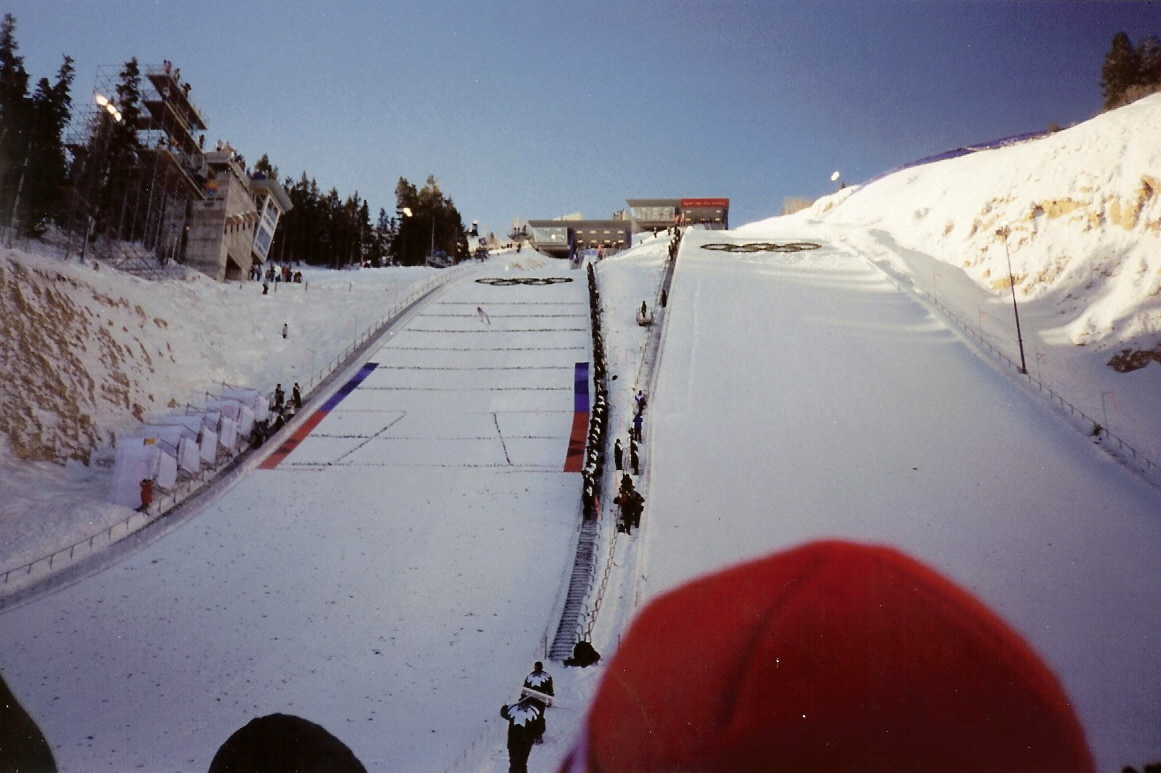
Un athlète pendant le saut

| Épreuves            | Médaille d'or                                                     | Médaille d'argent                                                      | Médaille de bronze                                                    |
| ------------------- | ----------------------------------------------------------------- | ---------------------------------------------------------------------- | --------------------------------------------------------------------- |
| Individuel H        | Samppa Lajunen                                                    | Jaakko Tallus                                                          | Felix Gottwald                                                        |
| Individuel Sprint H | Samppa Lajunen                                                    | Ronny Ackermann                                                        | Felix Gottwald                                                        |
| Par équipe H        | Finlande Hannu Manninen Samppa Lajunen Jaakko Tallus Jari Mantila | Allemagne Ronny Ackermann Georg Hettich Marcel Höhlig Björn Kircheisen | Autriche Christoph Bieler Felix Gottwald Mario Stecher Michael Gruber |